# Alexandra Sanford
Alexandra Sanford (* 5. Januar 1999 in Columbus, Ohio) ist eine ehemalige US-amerikanische Tennisspielerin.

## Karriere
Sanford spielt am liebsten auf Hartplätzen. Sie spielt vorrangig auf dem ITF Women’s Circuit, wo sie im Januar 2014 ihr erstes Profimatch bestritten hat.
Im Februar 2016 erreichte sie bei den Dow Corning Tennis Classic, einem mit 100.000 US-Dollar dotierten Turnier, das Viertelfinale. Dort unterlag sie ihrer Landsfrau Robin Anderson nur knapp in drei Sätzen mit 7:5, 6:75 und 4:6. Ihre bislang beste Weltranglistenposition erreichte sie im Einzel im Oktober 2016 mit Rang 517 und im Dezember 2014 mit Rang 885 im Doppel.
Sie wird seit Juni 2018 nicht mehr in den Weltranglisten geführt und spielte ihr bislang letztes Profiturnier im September 2018.